# Maral-Erdene Batmunkh
Maral-Erdene Batmunkh (né le 15 octobre 1994) est un coureur cycliste mongol.

## Biographie
Il naît dans la province de Khövsgöl. Il a commencé le cyclisme avec son grand-père. Spécialiste du contre-la-montre, il s'entraîne avec Jamsran Ulzii-Orshikh.

## Palmarès et résultats

### Par année
- 2011
  - 2e du championnat de Mongolie du contre-la-montre juniors
- 2014
  - Tour de Mongolie
  - 2e du championnat de Mongolie sur route
- 2015
  - 2e du championnat de Mongolie sur route espoirs
- 2016
  -  Champion d'Asie du contre-la-montre espoirs
  -  Champion de Mongolie du contre-la-montre
  -  Champion de Mongolie du contre-la-montre espoirs
  -  Médaillé d'argent du championnat du monde universitaire sur route
  - 3e du championnat de Mongolie sur route espoirs
  - 3e du Tour des Philippines
- 2017
  -  Champion de Mongolie du contre-la-montre
  - 2e étape du Tour de Tochigi
  - Tour de Mongolie
  - 2e du championnat de Mongolie sur route
- 2018
  -  Champion de Mongolie sur route
  -  Champion de Mongolie du contre-la-montre
- 2019
  - 4e étape du Tour de Thaïlande
  - 1re étape du Tour de l'Ijen
  - 2e de l'Oita Urban Classic
  - 3e du championnat de Mongolie sur route
- 2020
  -  Champion de Mongolie sur route
- 2021
  -  Champion de Mongolie du contre-la-montre
  - 4e étape du Tour de Mongolie (contre-la-montre par équipes)
  - 3e du Tour de Mongolie
- 2022
  -  Champion de Mongolie sur route
  -  Médaillé d'argent du championnat d'Asie du contre-la-montre par équipes
  - 3e du championnat de Mongolie du contre-la-montre
- 2023
  -  Champion de Mongolie du contre-la-montre
  - Tour de Mongolie :
    - Classement général
    - Prologue et 5e étape (contre-la-montre)

  - 2e étape du Tour du lac Poyang
- 2025
  - 3e du championnat de Mongolie du contre-la-montre
  - 3e du championnat de Mongolie sur route

### Classements mondiaux
| Année                                 | 2015 | 2016 | 2017 | 2018 | 2019 | 2020 | 2021  | 2022 | 2023 | 2024 |
| ------------------------------------- | ---- | ---- | ---- | ---- | ---- | ---- | ----- | ---- | ---- | ---- |
| Classement mondial                    |      | 786e | 529e | 761e | 511e | 526e | 1042e | 454e | 700e | 978e |
| UCI Asia Tour                         | 231e | 100e | 46e  | 76e  | 16e  | 13e  | 36e   | 12e  | 46e  | 51e  |
|                                       |      |      |      |      |      |      |       |      |      |      |
| Légende : nc = non classéSource : UCI |      |      |      |      |      |      |       |      |      |      |